# Vazio humano
Os vazios humanos são regiões da Terra que têm pouca população humana. Estes casos acontecem nas regiões onde as temperaturas não são agradáveis, sendo elas ou muito altas ou muito baixas, nas regiões de alta altitude, sendo que as temperaturas são demasiado baixas, e também nas florestas equatoriais, sendo a vegetação muito densa dificultando o acesso do ser humano, onde o solo é pouco fértil devido à grande vegetação. Em suma: vazios humanos são áreas com baixa densidade populacional.
Alguns exemplos de vazios humanos são:
- Desertos – Saara,[1] Calaári, Península Arábica, Sertânia Australiana,[1] Deserto de Gobi[1] e Deserto do Atacama;[1]
- Altas montanhas – Himalaias,[1] Alpes, Andes,[1] Pirenéus e Alpes Escandinavos;
- Regiões polares e subpolares – Sibéria, Antártida[1] e norte do Canadá, Alasca e Gronelândia (Ártico);[1]
- Florestas equatoriais – Amazônia, bacia do Congo, Bornéu e Nova Guiné.

Os vazios humanos distribuem-se por áreas com diferentes características naturais que têm em comum o facto de serem pouco atractivas, por dificultarem a vida humana. Apresentam ainda condições adversas à agricultura e à criação de gado, o que reduz a disponibilidade de recursos alimentares para a população.